# Emmanuelle Béart
Emmanuelle Béart (sinh ngày 14.8.1963) là nữ diễn viên người Pháp, đã xuất hiện trên hơn 50 phim và sản phẩm truyền hình từ năm 1972. Béart đã đoạt một giải César cho nữ diễn viên phụ xuất sắc nhất cho vai diễn trong phim Manon des Sources (1986). Cô cũng được đề cử 7 lần cho giải César cho nữ diễn viên triển vọng và giải César cho nữ diễn viên chính xuất sắc nhất.

## Thời niên thiếu
Béart có tên khai sinh là Emmanuelle Béhart-Hasson sinh tại Saint Tropez (vài nguồn nói là tại Gassin), ở vùng Riviera thuộc Pháp, là con gái của Geneviève Galéa - một cựu người mẫu - và Guy Béart, một ca sĩ kiêm thi sĩ. Mẹ của Beart là người có 3 dòng máu Hy Lạp, Malta, và Croatia, còn người cha sinh trong một gia đình Do Thái – có tổ tiên là người Tây Ban Nha, Thụy Sĩ và Nga.
Ở tuổi 15, côị được gia đình gửi sang Montréal để học tiếng Anh trong vài năm.

## Sự nghiệp
Béart được nhận vai diễn trong phim Tomorrow's Children năm 1976. Ở tuổi thanh thiếu niên, cô xuất hiện trong các đoạn ngắn trên truyền hình, sau đó sang Montréal, Canada làm cô giữ trẻ. Năm sau, cô trở về Pháp để theo học trường kịch nghệ ở Paris. Một thời gian ngắn sau, cô diễn xuất vai người lớn đầu tiên trong một phim, và năm 1986, cô trở nên nổi tiếng trong vai diễn đối diện với Yves Montand trong phim Manon des Sources. Phim này đã mang lại cho cô Giải César cho nữ diễn viên phụ xuất sắc nhất năm 1987. Cô cũng đoạt "Giải nữ diễn viên xuất sắc nhất" tại Liên hoan phim quốc tế Moskva cho vai chính trong phim A French Woman năm 1995.
Ngoài ra, cô cũng được đề cử cho 7 giải César trong các thể loại giải César cho nữ diễn viên triển vọng và giải César cho nữ diễn viên chính xuất sắc nhất trong các phim dưới đây:
Đề cử giải César cho nữ diễn viên triển vọng:
- 1985 — A Strange Passion
- 1986 — Love on the Quiet

Đề cử giải César cho nữ diễn viên chính xuất sắc nhất: 
- 1990 — Children of Chaos
- 1992 — The Beautiful Troublemaker
- 1993 — A Heart in Winter
- 1996 — Nelly and Mr. Arnaud
- 2001 — Les Destinées

Tháng 5 năm 2003, Béart, ở tuổi 39, đã xuất hiện khỏa thân cùng với một người đàn ông trẻ hơn trên tạp chí Elle của Pháp và cho tới năm 2007, số tạp chí này (tức số tháng 5 năm 2003) vẫn là số tạp chí bán chạy hơn mọi số phát hành khác.

## Đời tư
Vào giữa thập niên 1980, cô bắt đầu quan hệ với Daniel Auteuil (nam diễn viên đồng diễn vai chính với cô trong các phim Love on the Quiet, Manon des Sources, A Heart in Winter và A French Woman). Họ kết hôn năm 1993, nhưng ly dị năm 1998. Béart cũng có quan hệ lãng mạn với nhà sản xuất nhạc David Moreau (từ năm 1995 sau khi ly thân với Auteuil) và với nhà sản xuất phim Vincent Meyer trong 2 năm cho tới khi anh ta tự tử trong tháng 5 năm 2003. Cô có hai con: Nelly Auteuil (sinh năm 1993), và Johan Moreau (sinh năm 1996). Cô tái hôn với nam diễn viên Michaël Cohen ngày 13 tháng 8 năm 2008.
Ngoài việc diễn xuất, Béart cũng nổi tiếng về các hoạt động xã hội. cô là đại sứ cho Quỹ Nhi đồng Liên Hợp Quốc, và đã trở thành tin thời sự khi cô chống đối dự luật chống nhập cư vào Pháp. Năm 1996, cô được đưa tin trên trang nhất khi bảo vệ quyền của các người "không có giấy tờ tùy thân" (các người nhập cư lậu), cô đã bị đưa ra ngoài sau khi nhóm của cô chiếm đóng nhà thờ Saint-Bernard de la Chapelle de Paris.

## Danh mục phim

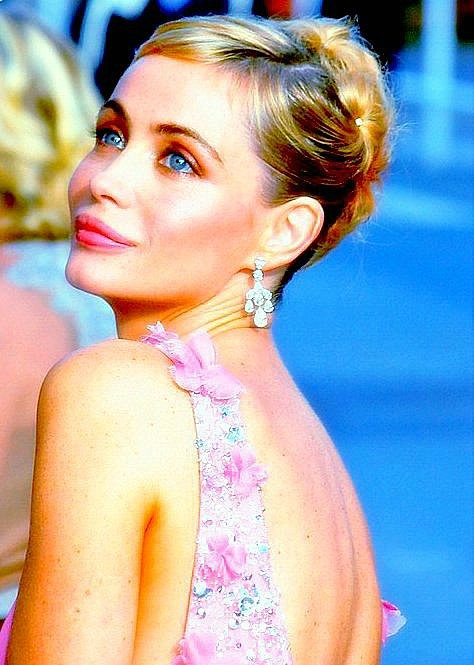
Emmanuelle Béart vào năm 2004

| - La Course du lièvre à travers les champs (1972) (uncredited) - Tomorrow's Children (1976) - First Desires (1983) - A Strange Passion (1984) - Love on the Quiet (1985) - Manon des Sources (1986) - Date with an Angel (1987) - Door on the Left as You Leave the Elevator (1988) - Children of Chaos (1989) - The Voyage of Captain Fracassa (1990) - La Belle Noiseuse (1991) - chuyển thể tiểu thuyết Balzac - Le bateau de Lu (1991) - A Heart in Winter (1992) - La Belle Noiseuse: Divertimento (1992) - Rupture(s) (1993) - L'Enfer (1994) - Nelly and Mr. Arnaud (1995) - A French Woman (1995) - Le dernier chaperon rouge (1996) - Mission: Impossible (1996) - Stolen Life (1998) - Don Juan (1998) | - In Search of Lost Time (1999) - Elephant juice (1999) - Season's Beatings (1999) - Les Destinées (2000) - Fortune Tellers and Misfortune (2001) - La Répétition (2001) - 8 Women (2002) - Searching for Debra Winger (2002) - The Story of Marie and Julien (2003) - Nathalie... (2003) - Strayed (2003) - A boire (2004) - Un fil à la patte (2005) - D'Artagnan et les trois mousquetaires (2005) - Hell (2005) - A Crime (2005) - The Witnesses (2007) - Disco (2008) - Mes Stars et moi (2008) - Nous trois (2010) - Ça commence par la fin (2010) - Bye Bye Blondie (2010) (filming) - Ma compagne de nuit (2010) (in production) |

### Truyền hình
- Le grand Poucet (1980)
- Zacharius (1984)
- Raison perdue (1984)
- La femme de sa vie (1986)
- Et demain viendra le jour (1986)
- Les jupons de la révolution (1 episode, 1989)

Vinyan 2008

## Sách viết về Béart
- Gaffez, Fabien (ngày 10 tháng 3 năm 2005). Emmanuelle Béart. Nouveau Monde Editions. ISBN 978-2847360905.